# شكر بن علي العيوني
أبو مقدم شكر بن علي العيوني أميرٌ عيونِيّ حكم الأحساء وفي عهده تجمعت عليه القبائل المحلية للاستيلاء على مدينة الأحساء ولكنه استطاع هزيمة هذا التحالف وتوفيَ سنة 556 هـ.

### فِهرِس المراجع
1. ↑  المديرس (2002)، ص. 122-123.

### بَيانات المراجع
الكُتُب مُرتَّبة حَسب تاريخ النَّشر
- عبد الرحمن بن مديرس المديرس (2002). الدولة العُيُونيَّة في البَحْرَيْن: 469-636هـ/1076-1238م. الرياض: دارة الملك عبد العزيز. ISBN:9960-693-81-3. LCCN:2003346798. OCLC:52358413. OL:20126399M. QID:Q118072568.